# Nomada glaucopis
Nomada glaucopis là một loài Hymenoptera trong họ Apidae. Loài này được Pérez mô tả khoa học năm 1890.